# Beaucoup de bruit pour rien (film, 1973)
Pour les articles homonymes, voir Beaucoup de bruit pour rien (homonymie).
Pour plus de détails, voir Fiche technique et Distribution.
Beaucoup de bruit pour rien (en russe : Много шума из ничего) est un film soviétique réalisé par Samson Samsonov, sorti en 1973,.
Il s’agit d’une adaptation de Beaucoup de bruit pour rien, pièce de théâtre de William Shakespeare publiée en 1600,.

## Fiche technique
- Titre : Beaucoup de bruit pour rien
- Titre original : Много шума из ничего
- Réalisation : Samson Samsonov
- Scénario : Samson Samsonov
- Photographie : Mikhaïl Bits Evgueni Gouslinski
- Costumes : Lioudmila Koussakova
- Son : Grigori Korenblum
- Sociétés de production : Mosfilm
- Musique : Igor Eguikov
- Producteur exécutif : Viatcheslav Tarassov
- Pays d'origine : URSS
- Format : Couleur - Mono - 35 mm
- Genre : Comédie
- Durée : 83 minutes
- Dates de sortie : 21 mai 1973

## Distribution
Sauf indication contraire, les informations mentionnées dans cette section peuvent être confirmées par la base de données cinématographiques IMDb,  présente dans la section « Liens externes ».
- Konstantin Raïkine : Benedick, jeune seigneur de Padoue
- Galina Loguinova : Beatrice, nièce de Leonato
- Boris Ivanov : Seigneur Leonato
- Vladimir Korenev : Don Juan
- Tatyana Vedeneyeva : Hero
- Leonid Trushkin : Claudio
- Alekseï Samoïlov: Don Pedro d'Aragon
- Pavel Pavlenko : Dogberry
- Tatiana Bronzova : Margaret
- Mikhaïl Logvinov : Conrade
- Alekseï Dobronravov : Antonio
- Erast Garine : Verges
- Vladimir Doveyko : Borachio